# Шарпланинская овчарка
Шарплани́нская овча́рка (югосла́вская овчарка, македо́нская овчарка, иллири́йская овчарка), или шарплани́нец (макед. шарпланинец, серб. шарпланинац / šarplaninac), или разговорный шарец (макед. шарец, серб. шарац / šarac) — порода сторожевых пастушьих собак, сформировавшаяся на Балканском полуострове. Используется для охраны овечьих стад на горных выпасах от хищников, в качестве служебной и сторожевой собаки. Изображена на реверсе монеты в 1 македонский денар.

## История породы
Свидетельства того, что на территории Балканского полуострова в районе гор Шар-Планина, Кораб, Бистра, Стогово и долины Маврово с давных времён обитали собаки типа молоссов, найдены в ходе многочисленных археологических исследований. О происхождении этих собак есть разные версии. Одни специалисты предполагают, что крупные лохматые собаки прибыли в эти края с севера вместе с заселившими эти территории иллирийцами. Другие — что их предков тибетских мастифов привезли из восточных походов войска Александра Македонского или что предки этих собак пришли из Малой Азии в незапамятные время массовых переселений народов. Местная легенда гласит, что шарпланинцы ведут свой род от двух волчат, выращенных и прирученных молодым охотником.
Жители этих мест традиционно занимались овцеводством и использовали собак для охраны стада от хищников. Как обычно в горных регионах, местное поголовье собак развивалось обособленно и не смешивалось с другими породами. В результате сформировалась местная порода сторожевой пастушьей собаки горного типа, во многом схожая с другими подобными породами.

Порода впервые зарегистрирована в 1938 году под названием иллирийская овчарка (в Международной кинологической федерации (FCI) в 1939). После Второй мировой войны кинологи Югославии стали предпринимать усилия по распространению, урбанизации и увеличению поголовья овчарок. 

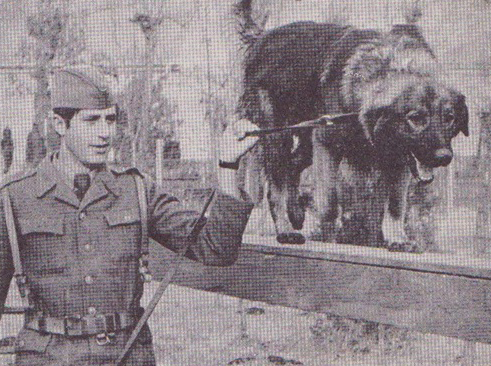
Служебная подготовка шарпланинской овчарки в Югославской армии.

В 1960—1990-х шарпланинские овчарки использовались в Югославской народной армии в качестве служебных собак. Армейские питомники внесли большой вклад в сохранение и развитие породы. В течение долгого времени вывоз шарпланинцев за пределы Югославии был запрещён. Впервые шарпланинская овчарка продана за рубеж в 1970 году. В настоящее время шарпланинцев разводят в США, Канаде, Франции.
В породе традиционно существовали две разновидности: более высокорослые, распространённые в районе Шар-Планины, и менее высокорослые, обитающие в районе плато Карст. В конце 1950-х МКФ рекомендовала Югославскому кинологическому союзу выделить эти разновидности как разные породы. С 1957 года шарпланинская овчарка получила новое официальное название: югославская овчарка — шарпланинец. В 1969 году в качестве отдельной породы признана и крашская овчарка, с этого времени две разновидности иллирийской овчарки развиваются независимо друг от друга. Действующий стандарт шарпланинской овчарки утверждён МКФ в 1970 году.
В Македонии шарпланинец считается символом верности и силы. Изображение шарпланинской овчарки размещено на реверсе монеты достоинством в 1 македонский денар образца 1992 года.

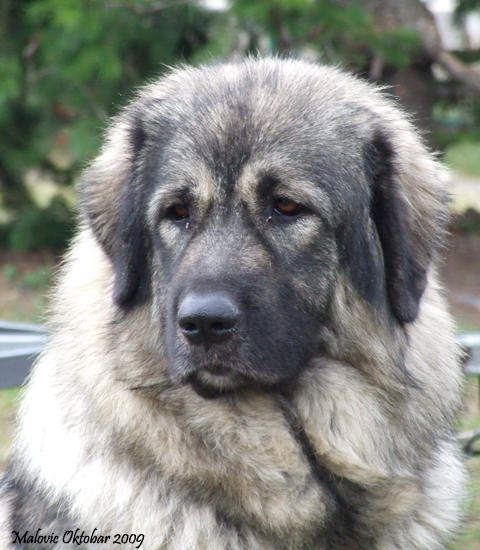

## Внешний вид
Шарпланинская овчарка — крупная, сильная, пропорционально сложенная собака с густой длинной шерстью, подчёркивающей крепкое сложение. Длина корпуса несколько превышает высоту собаки в холке. Голова широкая, висячие уши треугольной формы покрыты плотной короткой шерстью. Глаза миндалевидные, не очень большие, тёмно- или светло-коричневые. Мочка носа крупная и чёрная, морда широкая, прямая. Хвост длинный, саблевидный, покрытый богатой шерстью, в спокойном состоянии свободно опущен. Спина прямая, но у собак, живущих в горах, круп бывает выше холки. Ноги крепкие, лапы овальные, прибылые пальцы встречаются редко и обычно удаляются.
Шерсть на корпусе и ногах густая, длинная, с плотным тонким подшёрстком. Окрас сплошной, бывают от белого до тёмно-коричневого, почти чёрного, наиболее предпочтителен серо-стальной и тёмно-серый. Верхняя часть головы и корпуса более тёмного оттенка, чем живот и конечности. Встречаются небольшие белые пятна на ногах, груди и конце хвоста, но для чистопородных собак белые пятна считаются недостатком.

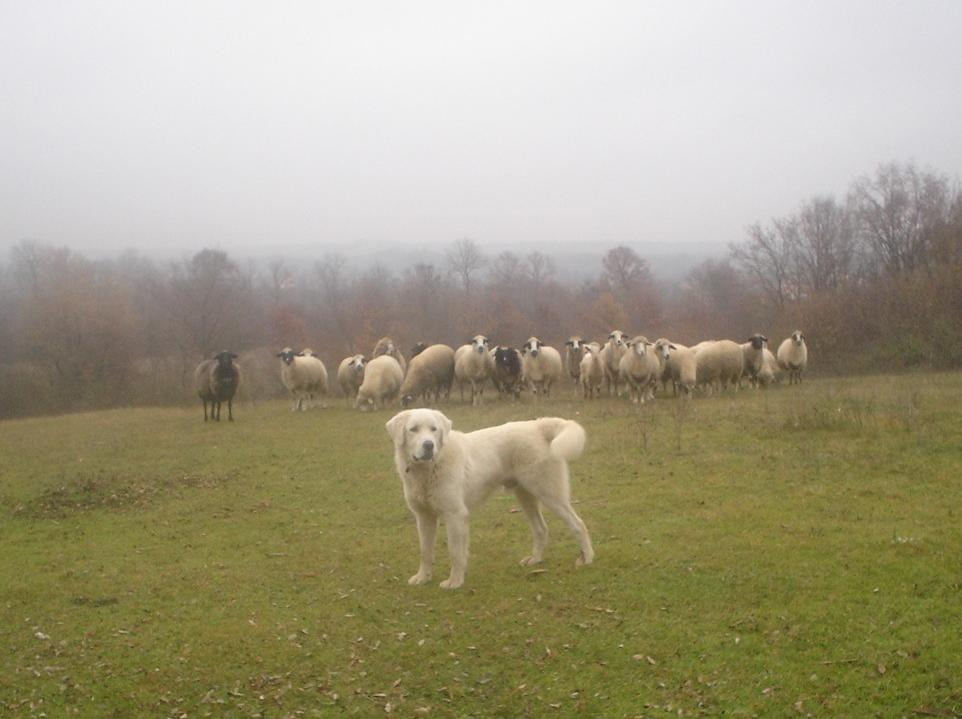
Шарпланинец со стадом

## Темперамент и использование
Шарпланинцы и в наши дни широко используются для охраны стад в горной местности, как в стране происхождения, так и в США. В отличие от большинства пастушьих собак, специализирующихся либо на пастьбе, либо на охране стада, шарпланинские овчарки универсальны и выполняют функции как сторожевой, так и скотогонной собаки. С овечьим стадом обычно работают две собаки, которые с раннего возраста постоянно находились с этими овцами. Собаки работают на удалении от человека и поэтому склонны к самостоятельности. Хотя обычно это спокойные собаки, на опасность реагируют мгновенно и абсолютно бесстрашны, так что могут нападать и на волка, и на медведя.
Шарпланинцы, как и многие крупные собаки, взрослеют поздно: физически формируются приблизительно к 2,5-летнему возрасту, психологически — к 4-летнему. Собаки преданны одному хозяину, но любят и защищают всех членов семьи. К посторонним людям недоверчивы и подозрительны. Собаки этой породы не предназначены для жизни в городе, нуждаются в больших пространствах и свободе. Очень склонны к работе и скучают без неё, поэтому лучше себя чувствуют в хозяйствах, владеющих домашними животными.

## Здоровье
Подобно многим крупных породам и особенно молоссам, у шарпланинских овчарок часто встречается дисплазия тазобедренного сустава: в 1976 году доля больных собак достигала 25 процентов. Данные о присутствии в генотипе породы наследственной дисплазии подтверждает и Паджетт.